# 81 (tal)
81 (enogfirs, på checks også ottien) er det naturlige tal som kommer efter 80 og efterfølges af 82.

## Inden for videnskab
- 81 Terpsichore, asteroide
- M81, spiralgalakse i Store Bjørn, Messiers katalog
- Grundstoffet tallium har atomnummer 81.

## Eksterne links
- Wikimedia Commons har flere filer relateret til 81 (tal)